# 黑尔戈兰岛
黑尔戈兰岛，亦称海姑蘭島（發音：[ˈhɛlɡoˌlant] ⓘ），是位于北海东部的小型岛屿，行政上隶属于德国石勒苏益格-荷尔斯泰因州平讷贝格县的同名市镇。

## 地理

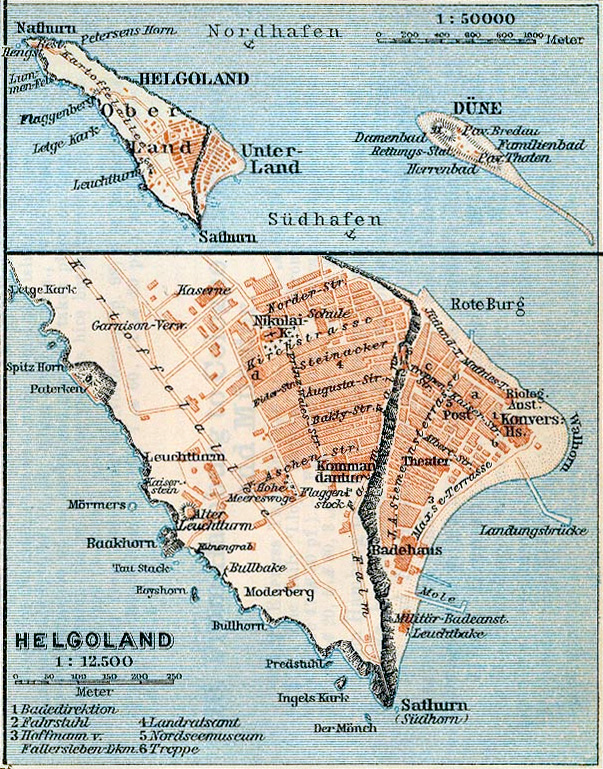
1910年黑尔戈兰島地圖

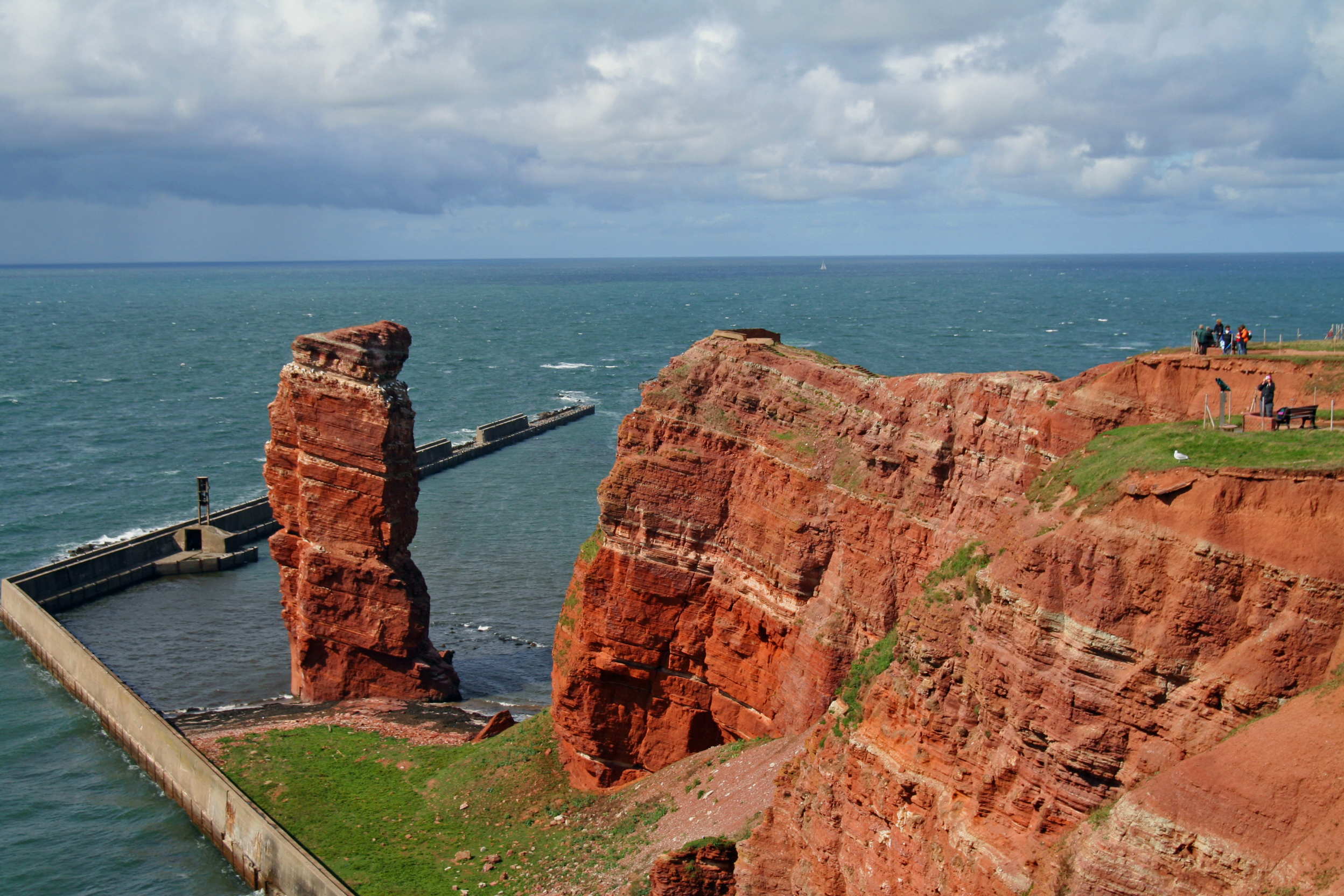
黑尔戈兰島西海岸的红色水成岩悬崖，图中石柱即为“高安娜”

黑尔戈兰島位于德国海岸线外约70公里处，由两个小岛组成：面积1km²、有人居住的主岛（Hauptinsel），以及位于其東边、面积为0.7 km²的迪讷岛（Düne）。岛屿周围的水域称为“黑尔戈兰湾”（Helgolander Bucht）或“德意志湾”（Deutsche Bucht）。
主岛和迪讷岛被1720年一場风暴冲为两截之前曾連为一体。主岛在地貌上可分为下岛（Unterland、deät Deelerlun）和上岛（Oberland、deät Boperlun），下岛位于岛的东南方，接近海平面，上岛则为海拔约50米的高台。1947年4月，由于英国皇家海军的爆破，在岛的东边形成了“中区”（Mittelland）平地。在岛的西北端有一座高约47米的孤立岩柱，称为“高安娜”（Lange Anna）。主岛的南端、东南端有沙滩，西部和北部则为悬崖，直降至海平面以下约50米才形成缓坡。主岛最高处海拔为61米。
黑尔戈兰島的地质为形成于始新世的红色水成岩，类似的地貌在北海周围地区非常罕见。在水成岩下方为形成年代更久的白垩层，类似英国多佛尔附近的白色峭壁。

## 文化
黑尔戈兰島居民的语言和文化接近北弗里西亚群岛。该岛的方言属于弗里斯兰语的变种。
黑尔戈兰島的名称通常被认为是“神圣之地”的意思，主要是因为在北欧神话中，该岛是正义、和平和真理之神凡賽堤的居所。

## 政治
黑尔戈兰島由石勒苏益格-荷尔斯泰因州平讷贝格县同名市镇管辖。该岛主要的政治力量为：
- 自由民主党 37.1 %
- 德国基督教民主联盟 32.2 %
- 德国社会民主党 30.6 %

### 旗帜和徽章

黑尔戈兰島的旗帜

黑尔戈兰島徽

黑尔戈兰島的旗帜由绿、红、白三色组成，三色自上向下排列。绿色代表土地，红色代表红色悬崖，白色代表沙滩。这种对颜色的比喻也反映在该岛的箴言中：
Grün ist das Land,

rot ist die Kant,

weiß ist der Sand,

das sind die Farben von Helgoland.
中文意思如下：
赤壁連青草，

白沙見海邊；

海姑蘭小島，

三色顯其顏。
黑尔戈兰島的岛徽形成于1694年，为盾形徽，图案为自上向下排列的绿、红、白三色水平横纹。

## 历史

黑尔戈兰島殖民地旗

在史前时代，黑尔戈兰島即有人类居住的痕迹。697年，弗里西亚国王在被法兰克人击败后退踞该岛。1231年，黑尔戈兰島成为丹麦国王瓦尔德马二世的领地。此后该岛所有权在丹麦国王与荷尔斯泰因公國之间多次易手，期间还曾被汉堡和汉萨同盟占据过一段时间。1714年，丹麦出兵夺得了黑尔戈兰島。
拿破仑战争期间，黑尔戈兰島在1807年被英国皇家海军占领，成为向欧洲大陆的走私和间谍渗透基地。在英国管治期间，黑尔戈兰島逐渐成为一个度假胜地，许多来自德意志邦聯和奥地利帝國的文人作者前往岛上居住，以逃避后两国严厉的文字审查制度。1830年和1848年，黑尔戈兰島还成为德国革命者的避难所。德国国歌的歌词就是奥古斯特·海因里希·霍夫曼·冯·法勒斯莱本1841年在黑尔戈兰島度假時写出的。
1890年，英国将黑尔戈兰島转让给德国，以换取东非的桑给巴尔岛。德国海军领袖提尔皮茨在黑尔戈兰島的南端修建了防波堤，将其改建为一处可供轻巡洋舰停泊的海军基地。
第一次世界大战期间，英国皇家海军的战列巡洋舰分队猛烈砲轟黑尔戈兰島。一战结束后，法国曾提议让澳大利亚接管这个岛屿，但是岛上的防波堤和防御工事都被炸毁之后，英国最终放弃了对该岛的要求。

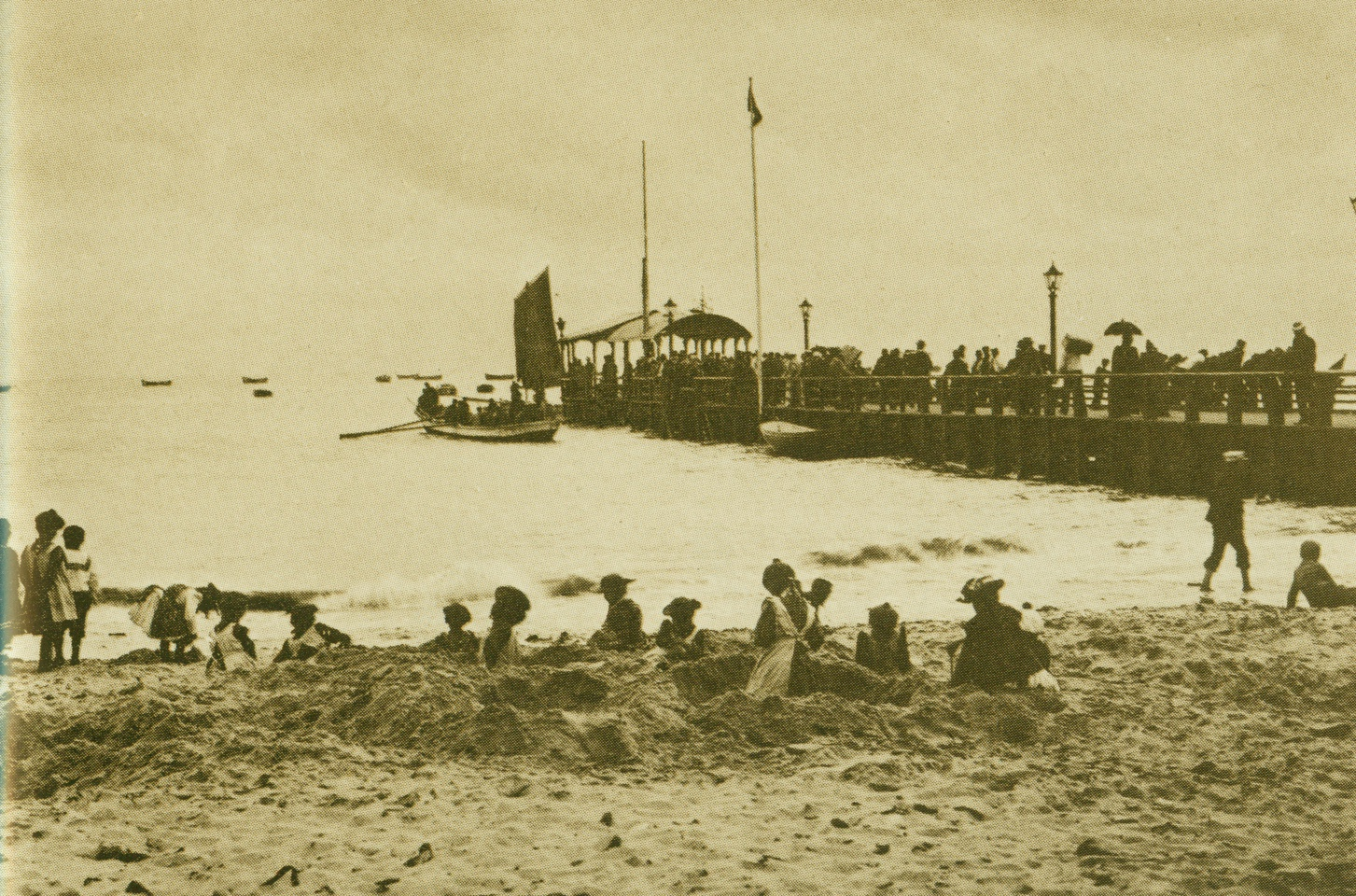
在黑尔戈兰島上度假的游客

两次世界大战之间，黑尔戈兰島成为旅游胜地。维尔纳·海森堡在岛上度假期间发展出了他的量子理论。
纳粹党上台后，重新修复了黑尔戈兰島上的岸炮阵地、地堡和其他防御工事。1939年12月3日，黑尔戈兰島成为二战中盟军轰炸的第一块德国土地。
1944年10月15日，英国皇家空军出动飞机对黑尔戈兰島进行了相当猛烈的空袭，1945年4月18日英国的另一次空袭出动了上千架轰炸机，将黑尔戈兰島上的所有地面建筑全部炸毁。岛上有128人在空袭中丧生，全部是防空部队成员。次日德国海军悄悄撤出了黑尔戈兰島上的全部幸存居民。
第二次世界大战结束后，英国保守党领袖安东尼·艾登提出将黑尔戈兰島移交给英国，在岛上建设海空军基地，将其改成监视威廉港、库克斯港、埃姆登、汉堡等德国重要军港、控制基尔运河西出口的前哨。但是当时执政的英国工党政府反对大英帝国的任何领土扩张。在确信无法获得黑尔戈兰島之后，1947年4月18日，英国海军向该岛运去6800吨炸药，试图将这个小岛完全炸毁。这次爆炸虽然没能完全抹掉黑尔戈兰島，但却炸飞了岛的南端，并完全改变了该岛的形状，使其面积从1.27平方公里减为1平方公里。《吉尼斯世界纪录》将这次爆炸列为“世界上规模最大的常规爆破”。
无人居住的黑尔戈兰島此后一直作为英国皇家空军的轰炸训练靶场。疏散到德国本土的黑尔戈兰島民举行了一系列示威，要求返回家乡。1952年3月1日，英國正式將黑尔戈兰島的主权归还给联邦德国。

## 现状
黑尔戈兰島目前在行政上隶属于德国石勒苏益格-荷尔斯泰因州。该岛现为旅游胜地，也是免税地区，有渡轮和飞机与德国本土相连。黑尔戈兰島也是德国海军的搜索与营救基地。岛上建有灯塔和信号发射塔。